# Caça de baleias na Galiza

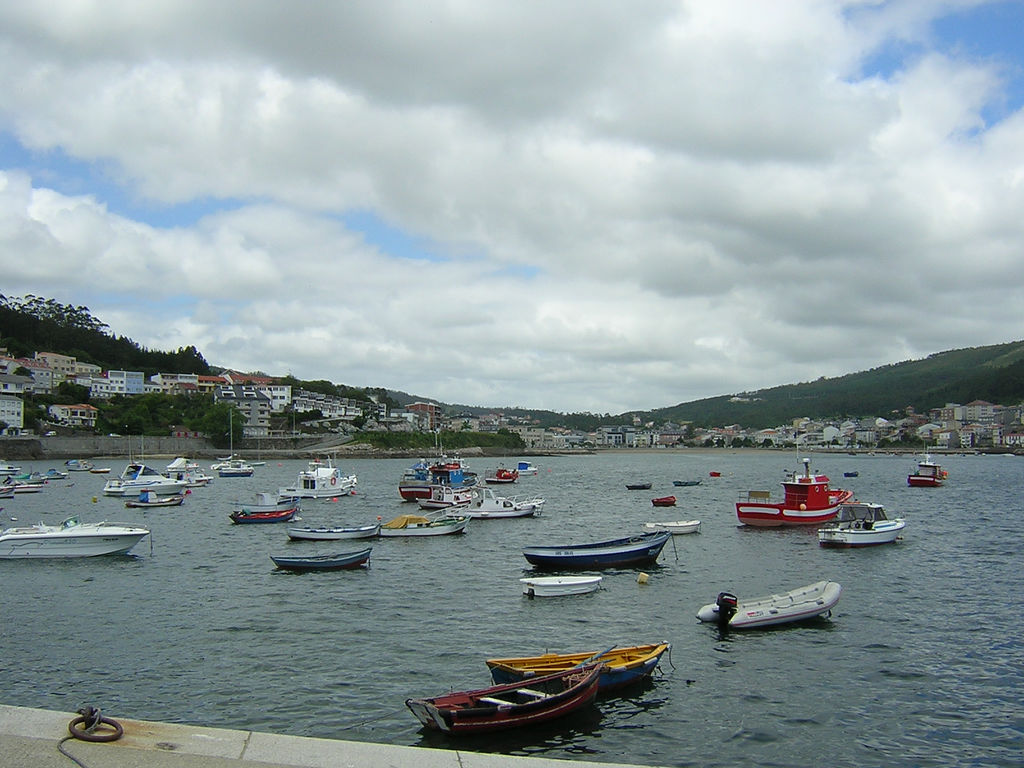
Cee visto desde Corcubión. Em Cee, na enseada de Caneliñas, funcionou durante muitos anos uma indústria baleeira.

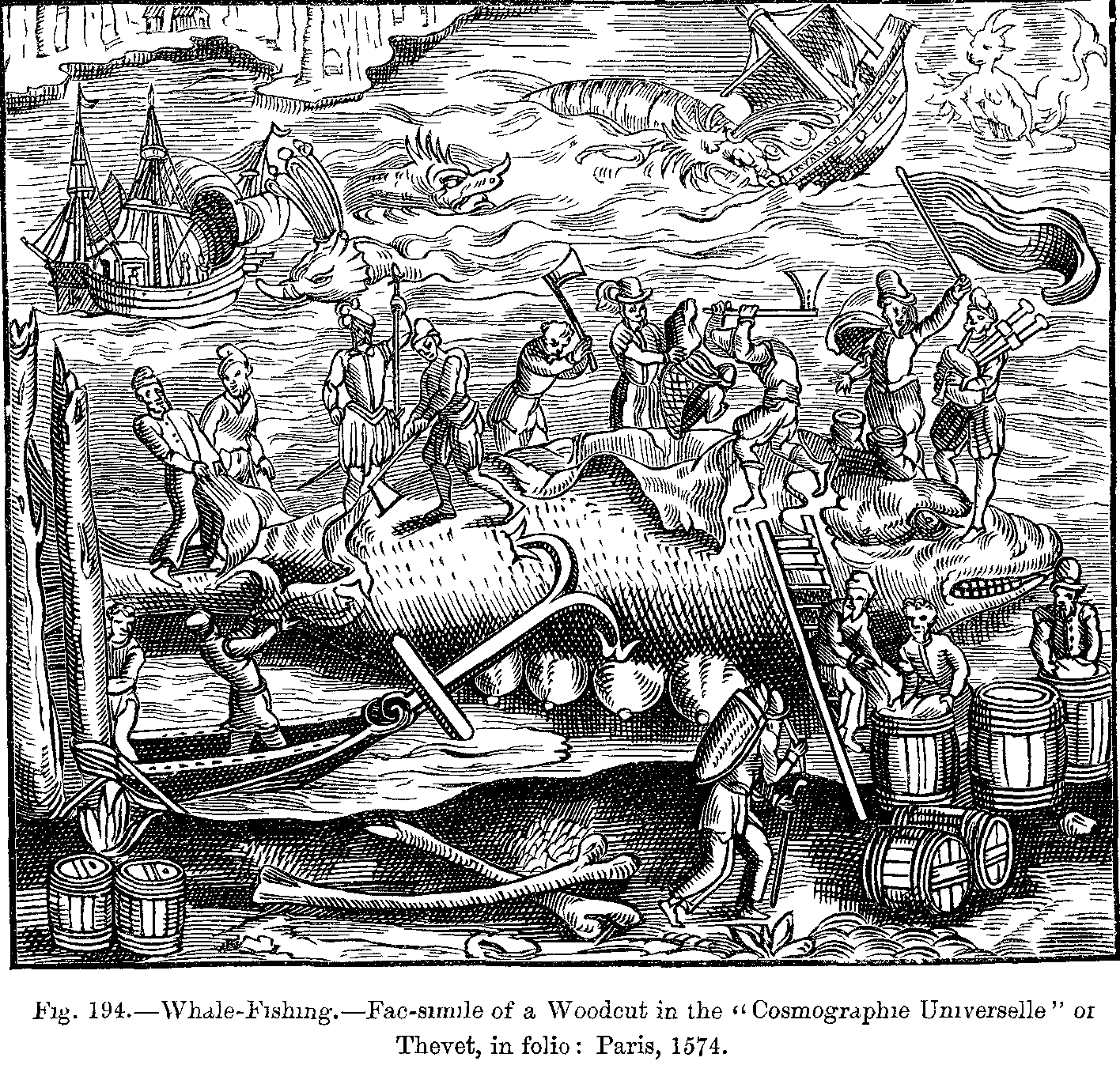
Caça de baleias na Holanda.
Gravado do século XVI.

A caça de baleias na Galiza provavelmente começou, como nas outras costas atlânticas europeias e do Pacífico, em tempos imemoriais, na mais remota antiguidade. Os primeiros registos desta actividade remontam ao ano 3000 a.C. Durante muito tempo já se pensara que esta caça era de origem pré-histórica, ainda que sem nenhuma prova real até que recentemente várias pinturas rupestres na França e Espanha foram reconhecidas como representando cenas deste tipo de caça.
As primeiras pegadas históricas são documentos que provam que os bascos já praticavam esta caça no século XI e um poema japonês, anterior ao século X. Nos dois casos trata-se de uma caça de animais que chegam ou viajam a uma zona de reprodução durante suas migrações anuais. As espécies caçadas pertenciam ao grupo das baleias francas Eubalaena glacialis (baleia franca do Cantábrico, ou de Biscaia, ou baleia basca ou "dos bascos") e Eubalaena japonica (baleia do Pacífico Norte).
Na Galiza não se conta com documentos históricos relacionados com a caça de cetáceos até ao século XIII, mas é razoável pensar que já se praticava vários séculos antes. As baleias, especialmente a baleia franca, foi uma espécie pescada pelos marinheiros galegos. Durante sete séculos, a Galiza foi um país de baleeiros. A caça e comercialização de cetáceos para o seu uso na fabricação de produtos importantes, desde o óleo que alimentava a iluminação antes da chegada da electricidade, até as barbas de baleira requeridas para peças de vestuário de luxo em Catalunha e a comercialização da carne e de produtos usados em farmácia e cosmética, teve grande incidência no desenvolvimento urbano de toda a Galiza. Não só lhe deu projecção exterior e renome mundial, mas também contribuiu para o crescimento económico e populacional de toda a sua costa atlântica, havendo mesmo portos galegos que nasceram da actividade baleeira, como o de Burela (Lugo) ou o de Suevos (Ponta Langosteira).
Inicialmente limitava a captura de animais na costa, mas com o passar dos séculos, a técnica de caça começou a melhorar, usando-se pequenas embarcações em mar aberto para assustarem aos cetáceos com ruído, levando-os até à costa. Esta forma de caça usava-se para capturar espécies de cetáceos relativamente pequenas, como a baleia-piloto-de-aleta-longa, baleias brancas, narvais e toninhas.